# Plac Inwalidów w Warszawie

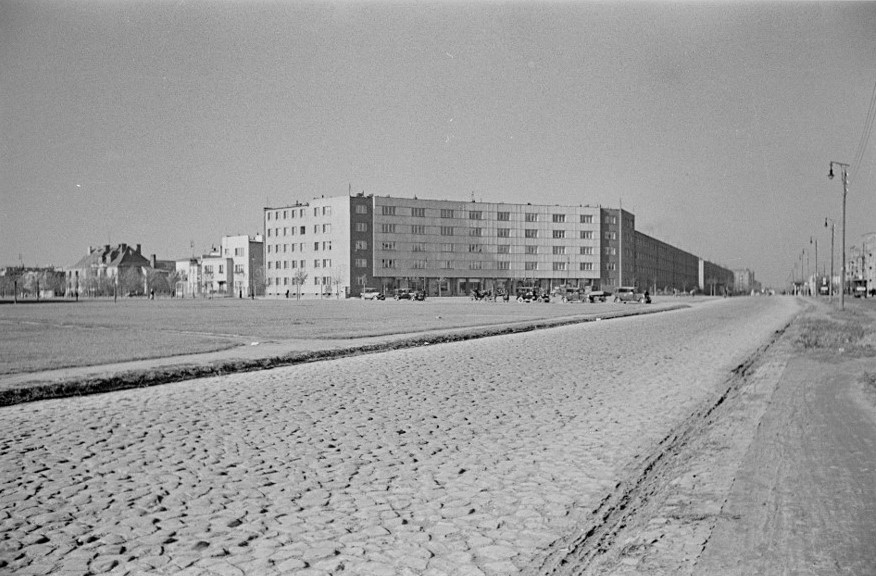
Plac Inwalidów (1935)

Plac Inwalidów – plac w dzielnicy Żoliborz w Warszawie.

## Historia
Na miejscu dzisiejszego placu znajdował się wzniesiony w latach 60. XIX wieku fort Gieorgija, jeden z fortów Cytadeli. 
Plac wytyczono w 1923 na osi ulicy Mickiewicza przy przecięciu z ulicą Czarnieckiego i aleją Wojska Polskiego, jako jeden z dwóch wielkich placów powstającego wówczas Żoliborza. Pierwszy budynek przy placu (nr 10, tzw. dom zbiorowy lub Dom Oficerski) ukończono w 1924. 20 grudnia 1924 oddano do użytku wybudowaną przez plac w ciągu ul. Mickiewicza linię tramwajową.
Nazwa placu, nadana uchwałą Rady Miejskiej Warszawy z dnia 27 września 1926, upamiętnia inwalidów I wojny światowej.
W latach 20. i 30. plac został otoczony budynkami Mieszkaniowego Stowarzyszenia Spółdzielni Oficerów i Warszawskiej Spółdzielni Mieszkaniowej.
Zabudowa placu nie została zniszczona podczas II wojny światowej.

## Ważniejsze obiekty
- Budynek dawnego hotelu oficerskiego (nr 10) wzniesiony w latach 1922–1925 według projektu Romualda Gutta[8]. Po 1945 w budynku działało kino „Światowid”[9].
- Pomnik 1 Dywizji Pancernej
- Dwa niemieckie schrony bojowe typu Ringstand 58c[10]
- Pod placem, oprócz tunelu metra, biegnie podziemny XIX-wieczny tunel komunikacyjny pomiędzy dawnym fortem a Cytadelą (wpisany do rejestru zabytków jako fragment zespołu Cytadeli)[11].